# دراونرموند
دراونرموند (به هلندی: Drouwenermond) یک منطقهٔ مسکونی در هلند است که در بورخر-ادورن واقع شده‌است. دراونرموند ۵۴۷ نفر جمعیت دارد.